# 熊本市電健軍線
健軍線（けんぐんせん）は、熊本県熊本市中央区の水前寺公園停留場から熊本市東区の健軍町停留場を結ぶ、熊本市交通局（熊本市電）の軌道路線。
沿線には、熊本県庁や熊本市総合体育館、熊本県立図書館などがある。

## 路線データ
- 路線距離（営業キロ）：3.0km
- 軌間：1435mm
- 電停数：9（起終点含む）
- 複線区間：全線複線（健軍町停留場部のみ単線）
- 電化区間：全線電化（直流600V）

## 運行形態
- ■ A系統（田崎橋 - 健軍町）- 健軍線全区間を4 - 7分間隔で運行
- ■ B系統（上熊本 - 健軍町）- 健軍線全区間を7 - 11分間隔で運行

## 歴史
- 1945年（昭和20年）
  - 5月6日：水前寺（現・水前寺公園） - 三菱工場前間が開業。神水町（後に神水橋）・健軍校前・三菱工場前各停留場開業。
  - 5月24日：砂取停留場が開業。
- 1947年（昭和22年）3月：三菱工場前停留場を健軍町停留場に改称。
- 1950年（昭和25年）：商業高校前停留場が開業。
- 1956年（昭和31年）5月20日：健軍派出所前停留場が開業。
- 1958年（昭和33年）：砂取停留場を体育館前停留場（後に市立体育館前停留場）に改称。
- 1959年（昭和34年）4月16日：八丁馬場停留場が開業。
- 1969年（昭和44年）4月1日：動物園前停留場が開業。
- 1992年（平成4年）4月1日：動物園前停留場を動植物園前停留場に改称。
- 1995年（平成7年）4月1日：健軍派出所前停留場を健軍交番前停留場に改称。
- 2011年（平成23年）3月1日：神水橋停留場を神水・市民病院前停留場に、動植物園前停留場を動植物園入口停留場に改称。
- 2019年（令和元年）10月1日：神水・市民病院前を神水交差点停留場に改称。

## 停留場一覧
- 全停留場が熊本県熊本市に所在。

| 番号 | 停留場名           | 駅間 キロ | 累計 キロ | 接続路線           | 所在地 |
| ---- | ------------------ | --------- | --------- | ------------------ | ------ |
| 18   | 水前寺公園停留場   | -         | 0.0       | 熊本市電：水前寺線 | 中央区 |
| 19   | 市立体育館前停留場 | 0.3       | 0.3       |                    | 中央区 |
| 20   | 商業高校前停留場   | 0.5       | 0.8       |                    | 中央区 |
| 21   | 八丁馬場停留場     | 0.3       | 1.1       |                    | 中央区 |
| 22   | 神水交差点停留場   | 0.4       | 1.5       |                    | 中央区 |
| 22   | 神水交差点停留場   | 0.4       | 1.5       | 東区               |        |
| 23   | 健軍校前停留場     | 0.5       | 2.0       |                    |        |
| 24   | 動植物園入口停留場 | 0.4       | 2.4       |                    |        |
| 25   | 健軍交番前停留場   | 0.3       | 2.7       |                    |        |
| 26   | 健軍町停留場       | 0.3       | 3.0       |                    |        |

## 延伸計画

### 動植物園正門延伸案
2004年1月の熊本日日新聞において、熊本市が策定中の江津湖観光活性化計画の一環として、市電の延伸を検討していると報じられた。この計画は2002年の路線10案には含まれていない。総事業費は約10億円。報道によれば、2007年度の着工、2008年度中の開業を考えているなど、最も実現性の高い計画であった。概要は以下のようなものであった。
- 健軍線の動植物園入口停留場から分岐し、熊本市東区の庄口公園の東側に単線を敷設、動植物園正門まで800メートル延伸する。
- 公園の南側と終点の動植物園正門前の2箇所に交換設備つき電停を設置する。
- 動植物園の第一駐車場（330台収容）はパークアンドライド駐車場として活用する。
- 公園北側には現在の大江車両基地に代わる12両収容の車庫を設ける。

しかし、庄口公園方面の延伸については、同年度の予算によって調査をした結果、採算性が見込めないことと、江津湖や熊本市水道局健軍水源地の水質に悪影響を与える可能性があることから、12月に計画の中止を発表した。自衛隊方面延伸についても、その後の進展は無い。しかし、益城方面への延伸については調査が開始された。

### 自衛隊延伸案
熊本市は2016年9月9日までに市電の延伸を検討しているいくつかの計画線のうち自衛隊（健軍駐屯地）ルート（健軍町停留場から東区東町の第二空港線までの1.5km）と南熊本ルート（辛島町停留場からJR南熊本駅までの1.7km、旧・春竹線）のどちらかを優先的に整備する方針を固めた。 2016年10月から詳細検討に入り2017年度には自衛隊ルートか南熊本ルートに絞り込むとされた。2017年に自衛隊ルートを優先して整備することが決定された。
2024年3月、熊本市は国に申請する軌道運送高度化実施計画案を公表し、自衛隊ルートの延伸区間の仮称を「東町線」と定めて、4箇所の停留場を区間に設置する予定を明らかにした。市議会での実施計画関連議案の可決後に国に計画認定を申請して、認定後に設計経費を予算化する予定とされた。しかし、同年に熊本市電が16件もの運行上のトラブルを起こしたことからその対策を優先させるため、2025年1月24日に市長の大西一史は2031年度とされていた延伸区間の開通予定について「延期も含むスケジュール見直しを指示した」ことを明らかにし、同月27日の市議会地域公共交通特別委員会における延期の説明でも議員からは反対意見はなく、予定よりも遅れる見込となった。